# Hank D'Amico
Pour les articles homonymes, voir D'Amico.
Hank D'Amico, né le 21 mars 1915 à Rochester et mort le 2 décembre 1965 à New York, est un clarinettiste de jazz américain. 

## Biographie
D'Amico est né à Rochester et a grandi à Buffalo. 
Il commence à jouer de manière professionnelle avec le groupe de Paul Specht en 1936. Cette même année, il rejoint Red Norvo. En 1938, il se produit dans des émissions de radio avec son propre octuor, avant de revenir brièvement dans le groupe de Norvo en 1939. 
En 1940-1941, il joue dans l'orchestre de Bob Crosby, puis a son propre big band pendant environ un an. Il fait aussi de courts passages dans les groupes de Les Brown, Benny Goodman, Miff Mole et Tommy Dorsey et de nouveau Norvo, avant de travailler pour CBS à New York.
Musicien de studio durant dix années pour ABC, il se produit avec Jack Teagarden en 1954. À partir de ce moment, il a surtout travaillé avec de petits groupes, formant rarement son propre groupe et joue lors de la foire internationale de New York 1964-1965 dans le trio de Morey Feld. 
Il meurt d'un cancer en décembre 1965 à New York, à l'âge de 50 ans.